# Matsukawa, Nagano (Shimoina)
Matsukawa (japanska: 松川町?, Matsukawa-machi) är en landskommun (köping) i Nagano prefektur i Japan.  